# Östergölen, Småland
Östergölen är en sjö i Tingsryds kommun i Småland och ingår i Nättrabyåns huvudavrinningsområde. Sjön har en area på 0,166 kvadratkilometer och ligger 159,1 meter över havet. Sjön avvattnas av vattendraget Nättrabyån. Vid provfiske har abborre och gädda fångats i sjön.

## Delavrinningsområde
Östergölen ingår i det delavrinningsområde (626910-147043) som SMHI kallar för Utloppet av Kvesen. Medelhöjden är 146 meter över havet och ytan är 41,53 kvadratkilometer. Det finns inga avrinningsområden uppströms utan avrinningsområdet är högsta punkten. Avrinningsområdets utflöde Nättrabyån mynnar i havet. Avrinningsområdet består mestadels av skog (70 %) och jordbruk (10 %). Avrinningsområdet har 2,37 kvadratkilometer vattenytor vilket ger det en sjöprocent på 5,7 %.